# Aurélie Bonnan
Aurélie Bonnan (La Teste-de-Buch, 1º agosto 1983) è una cestista e allenatrice di pallacanestro francese.

## Carriera
Con la Francia ha disputato i Campionati europei del 2011.